# Curt Oertel
Curt Franz Albert Oertel (* 10. Mai 1890 in Osterfeld (bei Naumburg); † 1. Januar 1960 in Limburg) war ein deutscher Kameramann, Filmregisseur und Filmproduzent.

## Leben und Werk
Er war der Sohn des Kunstverlegers und Fotografen Eduard Oertel. Im Alter von 13 Jahren begann er eine Ausbildung in der Staatlichen Lehr- und Versuchsanstalt für Photographie, Lichtdruck und Gravüre in München. Von 1907 bis 1910 war er in Berliner Fotoateliers angestellt. Kurz danach gründete er in Berlin seine eigene photographische Kunstwerkstätte. Im Ersten Weltkrieg wurde er als Luftbeobachter eingesetzt. Von 1920 bis 1925 studierte er Kunstgeschichte in Berlin.
Curt Oertel kam 1925 in Berlin als Kameramann zum Film. Bereits im ersten Jahr seiner Tätigkeit konnte er an Georg Wilhelm Pabsts Meisterwerk Die freudlose Gasse (mit Werner Krauß, Asta Nielsen und Greta Garbo) und an einer Inszenierung von Alexander Korda mitwirken. Zwei weitere Filme mit Pabst als Regisseur – Geheimnisse einer Seele und Man spielt nicht mit der Liebe, beide ebenfalls mit Werner Krauß in der Hauptrolle – folgten.
Curt Oertels erste Regiearbeit waren die filmischen Sequenzen in der von Erwin Piscators Berliner Theater produzierten Uraufführung von Ernst Tollers Stück Hoppla, wir leben! (1927) mit Alexander Granach in der Hauptrolle. Regisseur der Inszenierung war Erwin Piscator. Als Ko-Regisseur der Filmsequenzen wirkte Walter Ruttmann mit. Im Jahr des Regierungsantritts der NSDAP inszenierte Oertel gemeinsam mit Hans Deppe das mit Blut-und-Boden-Motiven versetzte Friesendrama Der Schimmelreiter (1933, mit Mathias Wieman und Marianne Hoppe) nach der Novelle von Theodor Storm. Zwei Jahre darauf folgte Oertels erste selbstständige Regiearbeit, Pole Poppenspäler (mit Gerhard Hesselbach und Ines Campi). Vorlage war wieder eine Novelle von Theodor Storm, diesmal in der Bearbeitung von Kurt Rupli, der sich wenig später als politisch linientreuer Regisseur von NS-Dokumentarfilmen profilierte. Auch Oertel selbst inszenierte und produzierte seit 1932 eine Reihe kürzerer Dokumentarfilme zu heroischen bzw. vaterländischen Themen. Als sein herausragendstes Werk gilt der 1938–40 entstandene Dokumentarfilm über Michelangelo, der 1950 von Robert J. Flaherty überarbeitet wurde und in dieser Fassung sogar einen Academy Award erhielt.
Nach dem Ende des Zweiten Weltkrieges gründete Oertel in Wiesbaden die „Curt Oertel Film-Studiengesellschaft mbH“, die zwischen 1947 und 1964 neun Dokumentarfilme produzierte und die nach seinem Tode von seinem Bruder Franz Oertel weiter geführt wurde.
Zusammen mit Erich Pommer (US-Filmoffizier, früher Produzent der UFA) und Horst von Hartlieb (Geschäftsführer des Verbandes der Filmverleiher in Wiesbaden) konzipierte Oertel Anfang 1948 in Anlehnung an den amerikanischen Production Code oder Hays Code von 1930/34 die Freiwillige Selbstkontrolle der Filmwirtschaft (FSK). Ebenfalls in Wiesbaden entstand ab 1948 das Deutsche Institut für Filmkunde. Nicht zuletzt förderte Oertel die Filmklubs.
1950 wurde er Präsident der FSK, trat nach öffentlich ausgetragenen Auseinandersetzungen bereits nach drei Tagen zurück, wurde jedoch später Ehrenpräsident der FSK und der SPIO. Von seinen weitreichenden Filmplänen konnte er nur noch wenige verwirklichen, zumal das Interesse an dem von ihm favorisierten volksbildenden Dokumentarfilmen nachließ. Er starb in einem Limburger Krankenhaus an den Folgen eines Autounfalls.

## Ehrungen
- 1951: Goldene Ehrenplakette der Stadt Wiesbaden
- 1953: Verdienstkreuz (Steckkreuz) der Bundesrepublik Deutschland

## Filmografie
Kamera, wenn nicht anders angegeben
- 1925: Eine Minute vor Zwölf (Standfotos)
- 1925: Die vom Niederrhein
- 1925: Die freudlose Gasse
- 1925: Der Tänzer meiner Frau
- 1925: Der Abenteurer
- 1925/1926: Geheimnisse einer Seele
- 1926: Man spielt nicht mit der Liebe
- 1926: Nur eine Tänzerin (Standfotos)
- 1927: Gewitter über Gottland
- 1927: Hoppla, wir leben (neben Kamera, Drehbuch und Bauten)
- 1929: Das grüne Monokel
- 1929: Revolte im Erziehungshaus
- 1930: Das Donkosakenlied
- 1930: Der König von Paris (Le roi de Paris; Standfotos)
- 1931: Berge in Flammen (Standfotos)
- 1932: Die steinernen Wunder von Naumburg (Kurz-Dokumentarfilm; auch Produzent)
- 1933: Die Naumburger Passion (Kurz-Dokumentarfilm; auch Produzent)
- 1933: Der Schimmelreiter (auch Drehbuch)
- 1935: Pole Poppenspäler (Regie)
- 1935: Grabmal des unbekannten Soldaten (Kurz-Dokumentarfilm; auch Drehbuch)
- 1937: Die steinernen Wunder von Naumburg. Ein Film nach Aufnahmen von Kurt Oertel (Kurz-Dokumentarfilm; auch Regie, Produzent)
- 1938/1940: Michelangelo – Das Leben eines Titanen (Dokumentarfilm, auch Regie und Drehbuch)
- 1947: Trauer muß Elektra tragen (Kurz-Dokumentarfilm; auch Regie, Drehbuch und Produzent)
- 1948/1950: Das Jahr 48 (Kurz-Dokumentarfilm; auch Regie, Produzent, Schnitt, Drehbuch)
- 1949/1950: Es war ein Mensch (Dokumentarfilm; auch Regie, Schnitt, Drehbuch, Produzent)
- 1950: The Titan: Story of Michelangelo (US-Neubearbeitung von Oertels Michelangelo, Film von 1940)
- 1950: Land am Nil (Kurz-Dokumentarfilm; auch Produzent)
- 1951/1952: Jungbrunnen (Kurz-Dokumentarfilm; Regie, Produzent, Schnitt)
- 1952: Der gehorsame Rebell (Dokumentarfilm; auch Regie, Produzent)
- 1954: Neue Welt (Dokumentarfilm; auch Regie, Drehbuch, Produzent)
- 1957: Impressionen aus einem Theater (Kurz-Dokumentarfilm; auch Regie, Produzent)